# Aire d'attraction de Bar-le-Duc
L'aire d'attraction de Bar-le-Duc est un zonage d'étude défini par l'Insee pour caractériser l’influence de la commune de Bar-le-Duc sur les communes environnantes. Publiée en octobre 2020, elle se substitue à l'aire urbaine de Bar-le-Duc, qui comportait 43 communes dans le zonage de 2010.

### Carte

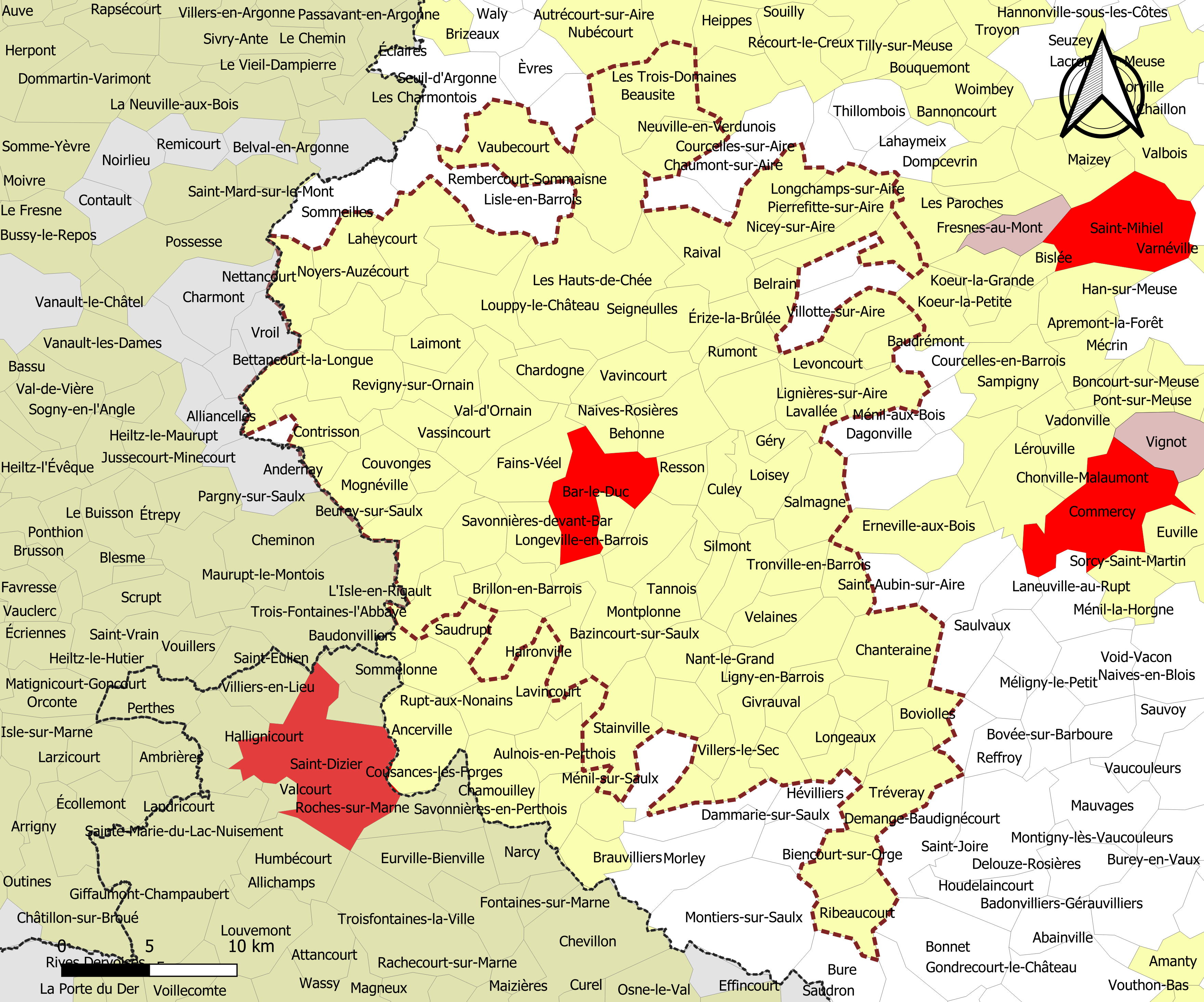
Carte de l'aire d'attraction de Bar-le-Duc.
Commune-centre
Commune de la couronne

## Définition
L'aire d'attraction d'une ville est composée d’un pôle, défini à partir de critères de population et d’emploi ainsi que d’une couronne constituée des communes dont au moins 15 % des actifs travaillent dans le pôle. Le pôle d’attraction constitue ainsi un point de convergence des déplacements domicile-travail,.

## Géographie
L’aire d'attraction de Bar-le-Duc est une aire intra-départementale qui comporte 86 communes dans la Meuse. 

### Composition communale
| Catégorie               | Département | Communes | Communes |
| Catégorie               | Département | Nombre   | Libellé |
| ----------------------- | ----------- | -------- | --- |
| Commune-centre          | Meuse       | 1        | Bar-le-Duc. |
| Communes de la couronne | Meuse       | 85       | Andernay, Baudrémont, Bazincourt-sur-Saulx, Beausite, Behonne, Belrain, Beurey-sur-Saulx, Biencourt-sur-Orge, Le Bouchon-sur-Saulx, Boviolles, Brabant-le-Roi, Brillon-en-Barrois, Chardogne, Combles-en-Barrois, Les Hauts-de-Chée, Contrisson, Courcelles-sur-Aire, Couvonges, Culey, Érize-la-Brûlée, Érize-Saint-Dizier, Fains-Véel, Fouchères-aux-Bois, Géry, Gimécourt, Givrauval, Guerpont, Haironville, Laheycourt, Laimont, Lavallée, Levoncourt, Lignières-sur-Aire, Ligny-en-Barrois, L'Isle-en-Rigault, Loisey, Longeaux, Longchamps-sur-Aire, Longeville-en-Barrois, Louppy-le-Château, Maulan, Menaucourt, Mognéville, Montplonne, Chanteraine, Val-d'Ornain, Naives-Rosières, Naix-aux-Forges, Nançois-sur-Ornain, Nant-le-Grand, Nant-le-Petit, Nantois, Nettancourt, Neuville-sur-Ornain, Nicey-sur-Aire, Noyers-Auzécourt, Pierrefitte-sur-Aire, Rancourt-sur-Ornain, Rembercourt-Sommaisne, Resson, Revigny-sur-Ornain, Ribeaucourt, Robert-Espagne, Raival, Rumont, Rupt-devant-Saint-Mihiel, Saint-Amand-sur-Ornain, Salmagne, Savonnières-devant-Bar, Seigneulles, Silmont, Stainville, Tannois, Trémont-sur-Saulx, Tréveray, Tronville-en-Barrois, Vassincourt, Vaubecourt, Vavincourt, Velaines, Villers-aux-Vents, Villers-le-Sec, Ville-sur-Saulx, Villotte-devant-Louppy, Willeroncourt. |

## Démographie
Cette aire est catégorisée dans les aires de 50 000 à moins de 200 000 habitants, une catégorie qui regroupe 18,4 % de la population au niveau national,.